# Opistòrquids

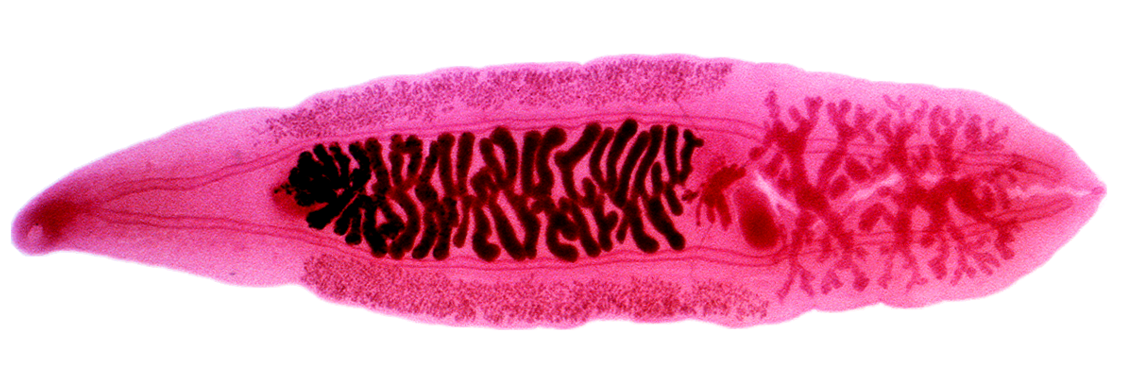
Clonorchis sinensis

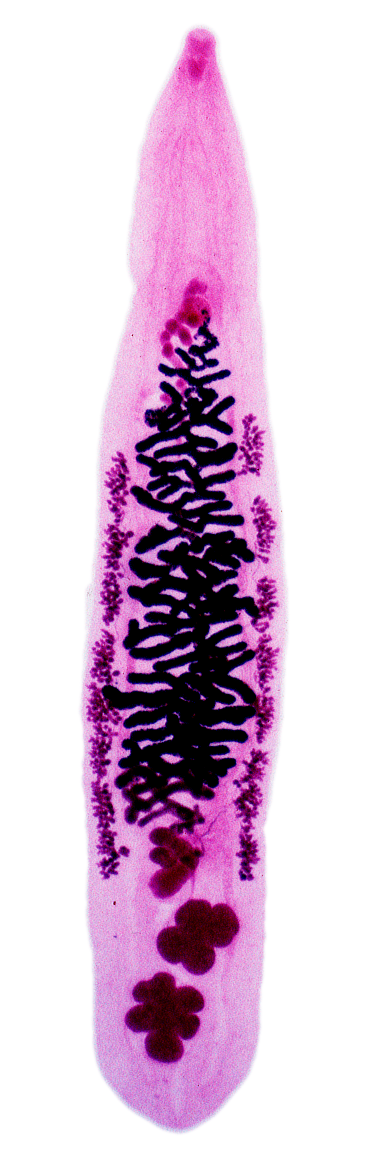
Opisthorchis viverrini

Els opistòrquids (Opisthorchiidae) són una família de platihelmints trematodes de las subclasse dels digenis, paràsits principalment dels conductes biliars de mamífers i aus. Tenen una distribució cosmopolita.
Des del punt de vista de la salut humana, les espècies importants són Clonorchis sinensis, Opisthorchis viverrini i Opisthorchis felineus, que causen la malaltia clonorquiosi.
Algunes espècies són paràsits econòmicament importants en els peixos, p. e. Clarias gariepinus.

## Subfamílies
Hi ha 13 subfamílies dins la família Opisthorchiidae, però el seu nombre és inconsistent:
- Allogomtiotrematinae (Gupta, 1955) Yamaguti, 1958 - dos gèneres
- Aphallinae Yamaguti, 1958 - un gènere
- Delphinicolinae Yamaguti, 1933 - un gènere
- Diasiellinae Yamaguti, 1958 - un gènere
- Metorchiinae Luhe, 1909 - quatre gèneres
- Oesophagicolinae Yamaguti, 1933 - un gènere
- Opisthorchiinae Yamaguti, 1899 - 14 gèneres
- Pachytrematinae (Railliet, 1919) Ejsmont, 1931 - un gènere
- Plotnikoviinae (Skrjabin, 1945) Skrjabin et Petrov, 1950 - un gènere
- Pseudamphimerinae Skrjabin et Petrov, 1950 - tres un gèneres
- Pseudamphistominae Yamaguti, 1958 - dos gèneres
- Ratziinae (Dollfus, 1929) Price, 1940 - un gènere
- Tubangorchiinae Yamaguti, 1958 - un gènere

## Gèneres
La família Opisthorchiidae conté 33 gèneres vàlids:
- Agrawalotrema Sahay & Sahay, 1988
- Allogomtiotrema Yamaguti, 1958
- Amphimerus Barker, 1911
- Cladocystis Poche, 1926
- Clonorchis Looss, 1907
- Cyclorchis Luhe, 1908
- Delphinicola Yamaguti, 1933
- Diasiella Travassos, 1949
- Erschoviorchis Skrjabin, 1945
- Euamphimerus Yamaguti, 1941
- Evranorchis Skrjabin, 1944
- Gomtia Thapar, 1930
- Hepatiarius Fedzullaev, 1961
- Holometra Looss, 1899
- Metametorchis Morozov, 1939
- Metorchis Looss, 1899
- Microtrema Kobayashi, 1915
- Nigerina Baugh, 1958
- Oesophagicola Yamaguti, 1933
- Opisthorchis Blanchard, 1895
- Pachytrema Looss, 1907
- Parametorchis Skrjabin, 1913
- Paropisthorchis Stephens, 1912
- Plotnikovia Skrjabin, 1945
- Pseudamphimerus Gower, 1940
- Pseudamphistomum Luhe, 1908
- Pseudogomtiotrema Gupta & Jain, 1991
- Ratzia Poche, 1926
- Satyapalia Lakshminarayana & Hafeezullah, 1974
- Thaparotrema Gupta, 1955
- Trionychotrema Chin & Zhang, 1981
- Tubangorchis Skrjabin, 1944
- Witenbergia Vaz, 1932